# Nephodia luteopunctata
Nephodia luteopunctata är en fjärilsart som beskrevs av Thierry-mieg 1907. Nephodia luteopunctata ingår i släktet Nephodia och familjen mätare. Inga underarter finns listade i Catalogue of Life.